# Hachisuka Masakatsu
Hachisuka Masakatsu (蜂須賀正勝 (Phong Tu Hạ Chính Thắng) 1526 – 8 tháng 7, 1586), còn gọi là Hachisuka Koroku (蜂須賀小六 (Phong Tu Hạ Tiểu Lục)) là một daimyo và thuộc hạ của Toyotomi Hideyoshi trong thời đại Azuchi-Momoyama. Ông là con trai của Hachisuka Masatoshi.
Gia tộc Hachisuka là kokujin ở huyện Kaitō tỉnh Owari (ngày nay là Ama, tỉnh Aichi). Họ điều khiển việc vận chuyển nước trên sông Kiso. Kiến thức của họ về địa hình ở địa phương làm họ rất hữu dụng đối với gia tộc Oda và gia tộc Saitō, mặc dù họ vẫn giữ quyền tự chủ đối với hai gia tộc hùng.
Sau đór, Masakatsu phục vụ Toyotomi Hideyoshi, và có thể tham gia vào việc xây dựng lâu đài Sunomata cũng như các chiến dịch chống lại nhà Mōri. Năm 1585, Hideyoshi thưởng cho ông tỉnh Awa làm thái ấp